# Investigación reprimida en la Unión Soviética

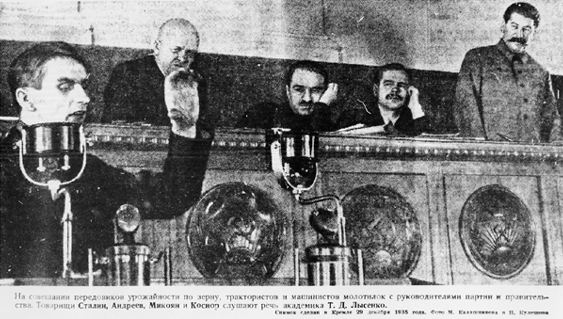
Trofim Lysenko hablando en el Kremlin en 1935. Al fondo (de izquierda a derecha) están Stanislav Kosior, Anastás Mikoyán, Andréi Andréiev y el líder soviético, Iósif Stalin.

La investigación científica oficialmente reprimida en la Unión Soviética se refiere a aquellas disciplinas humanísticas y científicas que estaban sujetas a un severo control ideológico en la URSS, en particular durante los tiempos de Iósif Stalin como el líder del Estado.

## Introducción
Una parte importante de la investigación debía estar fundada en la base filosófica del materialismo histórico marxista. Las ciencias humanísticas en particular, como la historia, la sociología y la economía, eran especialmente controladas para comprobar su estricta concordancia con los principios de materialismo histórico marxista-leninista. En caso de no estarlo, debían irremediablemente basarse en él, el cual eral la fuente de doctrina y “sabiduría del Partido Comunista de la Unión Soviética. Tan solo las no ideologizables (ciencias naturales o exactas) como las matemáticas o la física escapaban al fuerte escrutinio ideológico oficial. En varios casos las consecuencias derivadas de esta desmedida influencia ideológica tuvieron resultados dramáticos para algunos campos de la ciencia soviética, los cuales debido a eso se retrasaron en gran medida respecto de su contraparte Occidental. Aunque la mayor represión contra a investigación científica tuvo lugar durante la era de Iósif Stalin (1924-1953), ésta también había tenido lugar antes y después de su régimen. El mismo Vladímir Lenin, aunque inicialmente había permitido la circulación de papers académicos, terminó por darse cuenta de que lo mejor era regularlos y actuó en consecuencia.

## La política oficial
La investigación científica que era particularmente prohibida era aquella vista como “ideológicamente incorrecta”, porque tendía a contradecir las tesis del materialismo histórico marxista. Esto en general abarcaba a las disciplinas humanísticas, pero a veces también se extendía a otras, como la genética. En diferentes momentos de la historia soviética, varias áreas de investigación que fueron oficialmente declaradas como “pseudociencia burguesa” basándose en prejuicios ideológicos, habiendo sido los casos más notables y dañinos los de la genética y de la cibernética. Su prohibición le terminó causando un serio daño a la ciencia soviética en general. Los científicos nunca ganaron un Premio Nobel de Medicina y fisiología o un premio Turing (otorgado a quienes contribuyan al desarrollo de las ciencias de la computación). Por otro lado, solo obtuvieron 7 Nobel en Física a lo largo de toda su historia (1922-91.) Este fue uno de los factores que resultaron en el notable atraso histórico soviético en algunos importantes campos de la ciencia, como la computación, la microelectrónica y la biotecnología.
La investigación que no era explícitamente prohibida solía no obstante estar sujeta a presión política para que se conformase a la oficial y “progresista” escuela de pensamiento marxista-leninista. Toda investigación, en particular la relacionada con las ciencias sociales a las vistas como “burguesas” era censurada. De aquí que los científicos soviéticos en general no tuviesen acceso a algunas publicaciones e investigaciones importantes de sus contrapartes occidentales, con quienes contactarse era sino (muy) difícil, a veces “políticamente incorrecto”. Ese fenómeno hacía que se retrasasen respecto de ellos o que volviesen a investigar campos que ya habían sido previamente explorados en el extranjero (haciendo por lo tanto un esfuerzo adicional innecesario).[cita requerida] Los trabajos realizados por ellos eran censurados de manera similar, y algunos científicos estaban totalmente impedidos de publicar, mientras que otros sufrían y experimentaban atrasos significativos en las publicaciones de sus trabajos (o éstos solo eran editados en periódicos académicos -journals- de circulación restringida).

## Algunos ejemplos históricos

### Biología
A mediados de la década de 1930, el agrónomo Trofim Lysenko comenzó una campaña contra la genética y pronto recibió el apoyo del líder supremo Iósif Stalin. Entre 1934 y 1940, época que aproximadamente coincidió con la Gran Purga, varios genetistas fueron ejecutados (incluyendo a Agol, Levit y Nadson) o enviados a campos de trabajos forzados, incluyendo al genetista soviético más conocido y renombrado, Nikolái Vavílov, condenado de acuerdo con el Artículo 58 del Código Penal, quien murió por malnutrición en prisión en 1943.
La genética fue denominada como "la prostituta del capitalismo" (продажная девка капитализма, transliterado como prodázhnaya devka kapitalizma) y fue estigmatizada como una “ciencia fascista” señalando su cercanía a la eugenesia, la cual era popular en la Alemania nazi, uno de los grandes archirrivales ideológicos comunistas. Incluso se ha llegado a alegar que el hecho de que la genética temprana haya estado relacionada al sacerdote católico Gregor Mendel contribuyó al repudio de ésta por parte del militantemente ateísta régimen soviético.
A pesar de la persecución, algunos genetistas sobrevivieron y continuaron trabajando en genética, a pesar de lo peligroso que era. En 1948 la genética fue oficialmente declarada como una “pseudociencia burguesa”. Todos los genetistas fueron despedidos de sus respectivos trabajos (algunos de ellos también fueron arrestados), y toda la investigación al respecto fue oficialmente cancelada o discontinuada. El tabú soviético sobre la genética continuó incluso después de la muerte de Iósif Stalin, acaecida el 5 de marzo de 1953. Solamente a mediados de la década de 1960 fue completamente eliminado.

### Química
En 1951, ya hacia fines del prolongado período estalinista, tuvo lugar otro intento de reformar la química orgánica y acercarla al lysenkoismo. La culpable fue la teoría de la resonancia estructural de Linus Pauling, declarada como “idealista” por parte del régimen soviético (ya que ésta mencionaba la resonancia de estructuras moleculares supuestamente inexistentes). La víctima planeada al respecto era el Departamento de Química de la Universidad Estatal de Moscú, el cual había realizado los estudios de esa teoría. En junio de 1951 tuvo lugar la “Conferencia de la Unión acerca del estado de la teoría de la composición química en la Química orgánica”, donde la teoría de la resonancia fue declarada “pseudociencia burguesa”, y se envió el informe correspondiente a Iósif Stalin.

### Cibernética
La cibernética también fue ilegalizada, al ser considerada una pseudociencia burguesa, que “mecánicamente igualaba los procesos de la naturaleza viva, a sociedad y los sistemas técnicos, por los que estaba contra el materialismo dialéctico y la moderna fisiología científica desarrollada por Iván Pavlov. Al igual que en el caso de la genética, continuó siendo tabú durante varios después del largo régimen estalinista, pero finalmente sirvió como un punto de reunión en lo referido a la desestalinización de la ciencia soviética. La simbólica significación de la cibernética en la reforma de la ciencia soviética luego de la era de Stalin -así como una posición que le permitió ser identificada como adecuada para la investigación interdisciplinaria- tuvo mucho que ver con su popularidad en la Unión Soviética, bastante tiempo después en Occidente dejase de serlo y pasase a ser un campo de estudio más bien específico y especializado. Al haber suprimido Stalin la investigación en el campo de la cibernética, algunos autores estiman que fue responsable del posterior crecimiento dramático que esa previamente prohibida disciplina experimentó luego de su muerte.

### Historia
La historiografía oficial de la URSS era la forma en que la historia era escrita por los académicos soviéticos, los cuales lo hacían bajo la presión gubernamental o a partir de sus propios prejuicios ideológicos marxistas. Por lo tanto, no debe ser confundida con la historia de la Unión Soviética. De hecho, estaba significativamente influenciada por la censura y estaba dirigida a hacer propaganda de la ideología comunista en general y del poder soviético en particular.
Se declaró formal y oficialmente que la “Gran Revolución de Octubre había abierto una nueva época de la civilización humana”, y así constaría en la Gran Enciclopedia Soviética.. La Revolución rusa de fines de 1917, las biografías idealizadas de Vladímir Lenin, la historia del Partido Comunista de la Unión Soviética y el concepto marxista de lucha de clases se convirtieron en los temas fundamentales e inexcusables de la historiografía soviética.

### Lingüística
Al comienzo del régimen de Iósif Stalin, la figura dominante dentro de la lingüística soviética era Nikolái Marr, quien argumentaba mediante su denominada teoría jafética (por Jafet, hijo del patriarca bíblico Noé) que el idioma es una construcción y que la estructura lingüística está determinada por la económica a partir del concepto marxista de “superestructura”.
Stalin, quien previamente había escrito sobre la política lingüística mientras era Comisario del Pueblo para las Nacionalidades, leyó una carta escrita por Arnold Chikobava, mediante la cual criticaba la teoría de su colega Nikolái Marr. El líder soviético citó a Chikobava a una larga cena que duró desde las 9:00 de la noche hasta las 7:00 de la mañana del día siguiente. De esa manera, Stalin logró “captar” o entender lo suficiente acerca de los puntos subyacentes de la teoría de Marr como para oponerse coherentemente al formalismo simplista de ella, poniendo así fin a la dominación que aquel había ejercido en la lingüística soviética durante varios años.
La subsiguiente obra, que enumeraba los principios del propio Stalin en ese campo, fue un pequeño ensayo titulado “El marxismo y las cuestiones lingüísticas”.
Aunque ese escrito no representaba ninguna gran contribución teórica, tampoco contenía errores evidentes de Stalin respecto al entendimiento de los rudimentos de la lingüística. Algunos autores alegan que paradójicamente ese autorizado ensayo contribuyó a liberar parcialmente a los lingüistas soviéticos de las ideologizadas teorías que dominaban el campo de la genética.

### Pedología
La pedología (el estudio relativo a los niños, Pédologie (psychologie)) era un área de investigación bastante popular, en parte debido a los numerosos orfanatos que se habían creado con posterioridad a la guerra civil rusa. La pedología soviética era una combinación entre la pedagogía y la psicología del desarrollo humano, que dependía fuertemente en la realización de varias pruebas o tests específicos. No obstante, fue oficialmente prohibida el 4 de julio de 1936, luego de la emisión de un decreto especial al respecto por parte del Comité Central del PCUS.

### Filosofía
La investigación en el área de la filosofía dentro de la Unión Soviética estaba oficialmente confinada al estudio y a la difusión del pensamiento marxista-leninista, el cual teóricamente era la base de la “verdad filosófica objetiva y definitiva”.
Durante las décadas de 1920 y de 1930, con la consolidación del régimen estalinista, las tendencias históricas de la filosofía rusa fueron reprimidas (muchos filósofos emigraron, otros fueron expulsados del país). El líder supremo Iósif Stalin firmó un decreto en 1931 en el que identificaba formalmente al materialismo dialéctico con el marxismo-leninismo haciendo de este la única filosofía oficial, la que después del triunfo soviético en la Gran Guerra Patria (nombre del Frente Oriental del a Segunda Guerra Mundial), habría de pasar los otros regímenes marxistas de Europa Oriental. (y a través del Komintern pasaría a la mayoría de los Partidos Comunistas dispersos a lo largo y ancho del mundo). Siguiendo la ya tradicional fraseología que había sido heredada de la Segunda Internacional, los nuevos oponentes también serían etiquetados como revisionistas.
Desde los comienzos del régimen bolchevique, el objetivo de la filosofía soviética oficial (la cual era una materia obligatoria dentro de virtualmente todos los cursos de estudio) era la pretendida justificación teórica del las ideas comunistas o del ideario marxista. Por esa razón, algunos “sovietólogos famosos como Józef Maria Bocheński y Gustav Wetter, llegaron a afirmar que la filosofía de la URSS se había convertido en un mero dogma. Desde el triunfo de la Revolución rusa de fines de 1917 comenzaron luchas filosóficas como políticas en el seno del por entonces nuevo régimen marxista soviético, lo que puso en duda cualquier eventual lectura monolítica monolítica respecto de esas corrientes. Por ejemplo, Évald Iliénkov (uno de los principales filósofos soviéticos de la década de 1960) rescató y resucitó el debate entre los “mecanicistas” y los “dialécticos” que había tenido lugar durante el decenio de 1920, en su “Dialéctica leninista y metafísica del positivismo” (1979). No obstante, durante las decenios de 1960 y de 1970 algunas escuelas occidentales como la de la filosofía analítica y del empirismo lógico comenzaron a dejar su sutil marca en las obras de algunos filósofos soviéticos.

### Física
A fines de la década de 1940, algunas áreas de la física, como la mecánica cuántica, así como también las teorías general y especial de la relatividad de Albert Einstein fueron oficialmente criticadas por ser “idealistas” (y no “materialistas”). Algunos físicos soviéticos, como K. V. Nikolski y Dmitri Blojíntsev, desarrollaron una versión específica de la interpretación estadística de la mecánica cuántica, la cual era vista como supuestamente “más compatible” con los principios del materialismo dialéctico marxista. Sin embargo, aunque se lo había planeado inicialmente, este proceso no llegó tan lejos como a una definición de “ideológicamente correcta” de la física (como lo había llegado a hacer en la Alemania nazi respecto de la “física judía” de Albert Einstein), ni a la purga o persecución de los científicos que se negaban a conformarse a ella, porque el régimen de Stalin fue lo suficientemente perspicaz e inteligente como para reconocer que eso era potencialmente muy dañino para el entonces naciente programa nuclear soviético.

### Matemáticas
En el ámbito de las matemáticas, la represión tomó la forma de un desaforado antisemitismo, especialmente en las universidades más importantes del país, como la Universidad de Moscú, el Instituto de Física y Tecnología de Moscú y la Universidad Nacional de Investigaciones Nucleares. Los aspirantes de origen judío eran discriminados durante los exámenes de acceso a las universidades (entonces no existía la Selectividad, cada universidad realizaba sus propios exámenes), mientras los científicos en ejercicio eran discriminados en su carrera académica y la participación en congresos. Se hicieron especialmente conocidos por su extremo antisemitismo los académicos Iván Vinográdov y Lev Pontriaguin. Dicho antisemitismo provocó un auténtico éxodo de los matemáticos de origen judío de la URSS. Entre estos matemáticos se encontraba Mijaíl Brin, padre del futuro cofundador de Google Serguéi Brin, que, junto con su familia, abandonó la URSS en 1979.

### Psicología
El concepto "cultural-histórico" (o sociocultural) elaborado por Lev Vygotski, fue prohibido por el régimen de Iósif Stalin en 1932, a pesar de éste haber sido un conspicuo marxista. También la teoría del psicoanálisis del austríaco Sigmund Freud era oficialmente combatida, tanto como para que muchos ciudadanos soviéticos no supiesen nada de ella (ni acerca de él mismo).

### Semióticaylingüística estructural
Para evitar o circunvalar la presión ideológica vigente durante las décadas de 1960 y de 1970 sobre las “tendencias formales en la lingüística”, los investigadores soviéticos en el campo de la semiología como, por ejemplo, Yuri Lotman introdujeron un eufemístico sinónimo de ella, bautizada como “teoría de los sistemas de modelado secundarios” (вторичные моделирующие системы, transliterado como vtoríchnye modelíruyuschie sistemy), siendo el propio idioma el “sistema de modelado secundario”.

### Sociología
Luego del triunfo de la Revolución rusa, la sociología fue gradualmente “politizada, bolcheviquizada y finalmente estalinizada
Entre las décadas de 1930 y la de 1950 esa disciplina virtualmente dejó de existir en la Unión Soviética. Y aún durante la era en que fue permitida su práctica, siempre fue forzada a estar dominada por la filosofía marxista. De ahí que en la URSS y en todo el Bloque oriental la sociología en gran parte solo tendía a representar una única rama de la misma, naturalmente la de tendencia marxista. Con la muerte de Stalin en 1953 y con el discurso secreto durante el XX Congreso del PCUS, las restricciones respecto de la investigación sociológica fueron reducidas en cierto modo, pero luego del XXIII Congreso del Partido de 1966 la sociología fue otra vez reconocida oficialmente -con las reservas del caso- como una rama aceptable de la ciencia (aunque todavía bajo el notable influjo del marxismo).

### Estadísticas
"Cunning figures" (“Cifras astutas”). Traducción al inglés del bastante citado artículo ("Lukávaya Tsifra") del periodista Vasili Selyunin y del economista Grigori Janin, en Novy Mir, febrero 1987, #2: 181-202.

La calidad de los datos estadísticos publicados en la Unión Soviética, en lo relativo a su precisión y confiabilidad, es otro tema que ha tenido a los que varios sovietólogos occidentales (en particular, cuando se trataba del análisis de series históricas).
Los teóricos marxistas del PCUS consideraban a la estadística como una ciencia social, por lo que muchas aplicaciones de ésta (a pesar de estar íntimamente relacionadas con una ciencia formal o “dura”” como la matemática) fueron restringidas, en particular durante el prolongado régimen de Iósif Stalin. ya que, bajo la supuestamente eficiente planificación centralizada, nada podía ocurrir por accidente.
Asimismo, se llegó a decretar oficialmente que la ley de los grandes números y la desviación estándar (o aleatoria), eran “falsas teorías”, a pesar de que para ese entonces cada vez más establecidas entre los estadísticos occidentales. Las publicaciones y los departamentos o facultades universitarias relacionadas con esa disciplina fueron cerrados. Algunos estadísticos soviéticos de fama mundial como Andréi Kolmogórov o Yevgueni Slutski abandonaron sus investigaciones.
Al igual de lo que sucedía con la historiografía soviética, la calidad de los datos estadísticos publicados en la URSS, variaba con el tiempo.
Tanto la primera década posterior a la Revolución de Octubre como la posterior dictadura (hiper)personalista de Stalin fueron muy problemáticas en lo concerniente a la confiabilidad de los datos estadísticos soviéticos. De hecho, muy pocos datos estadísticos fueron publicados entre 1936 y 1956; en durante el primero de esos años comenzó la Gran Purga y a principios del segundo tuvo lugar la denuncia de Stalin por Jrushchov.. (Véase asimismo censo soviético de 1937). No obstante, la confiabilidad estadística fue parcialmente mejorada luego de 1956 cuando se publicaron algunos datos previamente “perdidos” y varios estadígrafos soviéticos expertos reajustaron series estadísticas de la era de Stalin, dotándolas de cierta credibilidad. No obstante, el estado de varios de estos documentos se ha ido deteriorando con el paso de las últimas décadas.
En algunas ocasiones algunos datos estadísticos antiguos (potencialmente útiles para la investigación histórica) no habían sido manipulados sino directamente inventados por las autoridades comunistas de los tiempos estalinistas. existe poca evidencia de que la mayoría de las estadísticas hayan sido significativamente afectadas por la falsificación o el agregado de datos adulterados con el propósito de confundir a los analistas occidentales.
Por otra parte, existe poca evidencia de que las estadísticas fuesen en gran medida falsificadas o adulteradas con el propósito de intentar engañar a los analistas occidentales de la Unión Soviética. No obstante, según narraría el periodista estadounidense Robert G. Kaiser en su libro Russia: The people and the power (“Rusia: El pueblo y el poder”), era común que los cartógrafos soviéticos se viesen forzados, a partir órdenes oficiales proveniente de las altas esferas políticas, a cambiar sutilmente las coordenadas de ubicación de las ciudades soviéticas, con el aparente propósito de confundir a los especialistas occidentales en la URSS.
Los datos podían ser falsificados tanto durante la etapa de recolección -por autoridades locales que serían juzgadas por las autoridades centrales a partir del por lo menos supuesto cumplimiento de las cifras estipuladas por el Plan- como en una etapa posterior, a partir de propaganda distorsiva (con la evidente meta de representar al Estado soviético de la mejor manera posible ante sus propios ciudadanos).
Sin embargo, la política de no publicar -o simplemente de no recolectar- datos que era considerado inconveniente por varias razones fue muchos más común, que la simple falsificación o manipulación. Por lo tanto, existen muchas brechas o “agujeros” en los datos estadísticos. La documentación inadecuada acerca de muchos datos estadísticos soviéticos -o la directa falta de aquella- es también un problema significativo.